# Étienne Balibar

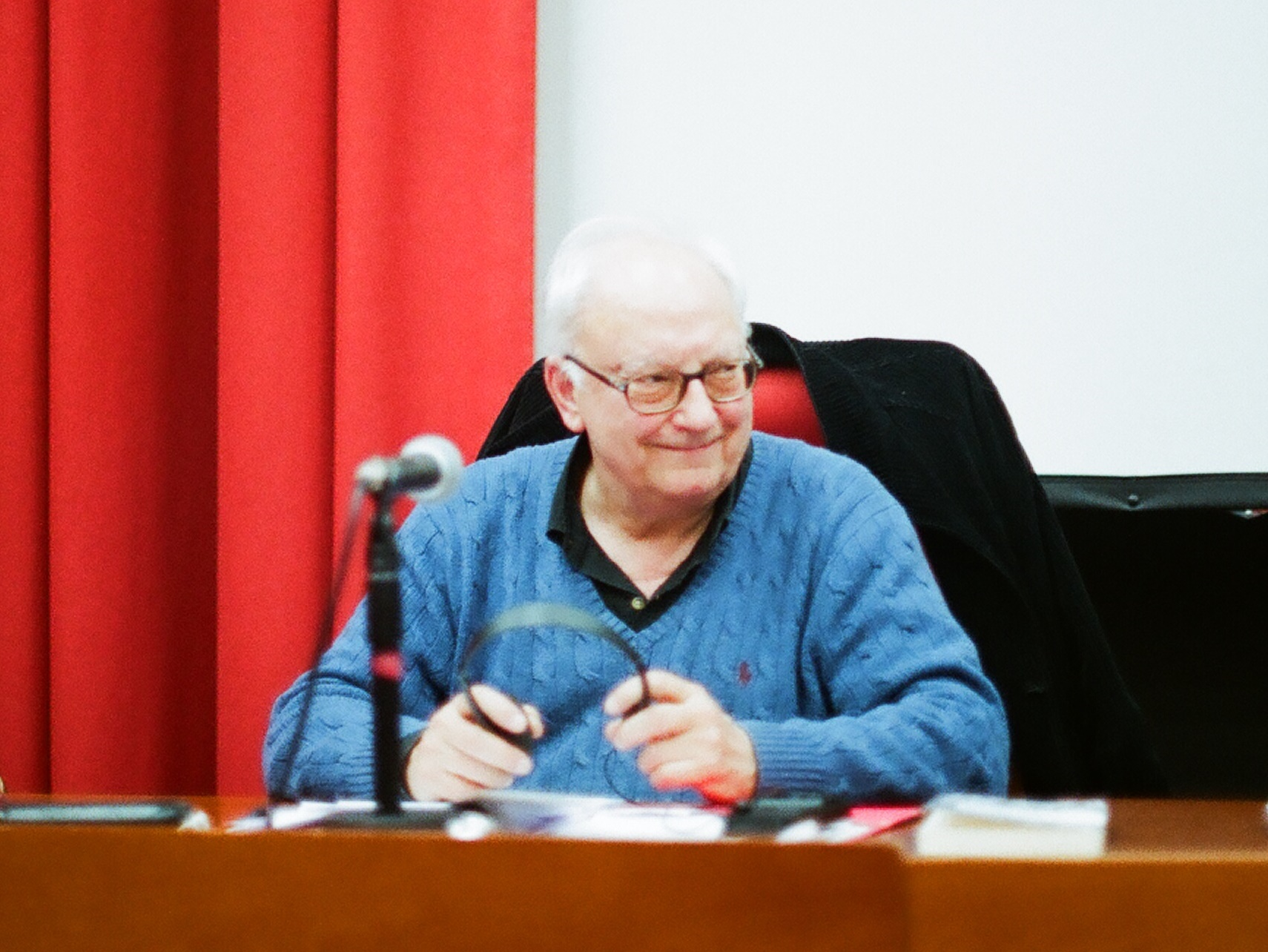
Étienne Balibar, 2011

Étienne Balibar (Avallon, Yonne,  23 de abril de 1942) é um filósofo e professor universitário francês. Até 2002, ensinou Filosofia Política e Moral na Universidade Paris Oeste Nanterre La Défense (antes Universidade Paris X - Nanterre), da qual é professor emérito .
Atualmente leciona francês, italiano e Literatura Comparada e é professor associado do departamento de Antropologia da Universidade da Califórnia em Irvine, nos Estados Unidos. Foi também professor visitante do Departamento  de Francês e Filologia Românica   da Universidade Columbia.

## Biografia
Em  1960, Étienne Balibar ingressa na École normale supérieure, onde teve como professor Louis Althusser, que viria a ter uma grande influência sobre ele. Em 1961, estava entre os opositores da guerra da Argélia. Nessa ocasião, adere ao Partido Comunista.
Graduado em filosofia na Sorbonne em 1962,   no ano seguinte otém seu DSS (diplôme d'études supérieures), sob a orientação de  Georges Canguilhem, na mesma universidade.
Em 1964, é classificado em primeiro lugar no disputado concurso  para o magistério do ensino público secundário (agrégation) de filosofia (à frente de seu colega Jacques Rancière). No ano seguinte, vai para a Argélia, como voluntário do Serviço Nacional da Cooperação, atuando na Universidade de Argel,  como assistente, de 1965 a 1967.
Em 1981, é expulso do Partido Comunista, após publicar o artigo De Charonne à Vitry, na revista Nouvel Observateur. No texto, Balibar denuncia o racismo presente no PCF, citando  a iniciativa do prefeito comunista de Vitry-sur-Seine, de mandar uma escavadeira obstruir a entrada de uma pensão habitada por trabalhadores malineses.  Também enumera os erros do partido, notadamente suas ambiguidades em relação aos estrangeiros,   e  o "espantoso culto  da personalidade  de  "Georges". O artigo é uma carta de ruptura, um adeus metódico. Na semana seguinte, l'Humanité anuncia, em primeira página, a exclusão de Balibar dos quadros do PCF..
Em 1982, cria, com Dominique Lecourt, a coleção Pratiques théoriques na editora  Presses universitaires de France que dirigiu por muitos anos.
Em 1987, obtém seu doutorado em filosofia (cum laude), na Katholieke Universiteit Nijmegen (Países Baixos), reunindo trabalhos já publicados e apresentando um texto com título "La contradiction infinie: éléments d'une philosophie dans l'histoire".
Balibar é, há vários anos, um militante pela causa palestina e faz parte do comitê de apoio ao Tribunal Russell sobre a Palestina  cujos trabalhos tiveram início em 4 de março de 2009.
Também tem atuado em favor dos imigrados clandestinos, que  ele designa como  "proletários em sentido estrito". Defende  o direito à cidadania dos estrangeiros na  Europa e afirma  que  "a fronteira é, assim como o exército e a polícia, uma instituição não  democrática que, paradoxalmente, acompanha  a soberania do povo".
Sua obras de filosofia marxista e de filosofia política centrada na cidadania foram traduzidos para dezenas de idiomas.
Étienne Balibar é casado com a física e historiadora da ciência  Françoise Balibar . É pai da atriz Jeanne Balibar.

## Principais obras publicadas
- 1965 : Lire le Capital (com Louis Althusser, Pierre Macherey, Jacques Rancière, Roger Establet), Éditions François Maspero.
- 1974: Cinq études du matérialisme historique, F. Maspero.
- 1976: Sur la dictature du prolétariat, F. Maspero
- 1985: Spinoza et la politique, P.U.F.
- 1988: Race, Nation, Classe, com Immanuel Wallerstein). La Découverte.
- 1991: Écrits pour Althusser, La Découverte.
- 1997: La Crainte des masses. Politique et philosophie avant et après Marx, Galilée.
- 1998: Droit de cité. Culture et politique en démocratie, Editions de l'Aube (reedição aumentada, em 2002, Presses Universitaires de France, Collection Quadrige)
- 1999: Sans-papiers : l’archaïsme fatal, La Découverte.
- 2001: Nous, citoyens d’Europe ? Les frontières, l’État, le peuple, La Découverte.
- 2003: L'Europe, l'Amérique, la Guerre. Réflexions sur la médiation européenne, La Découverte.
- 2005: Europe, Constitution, Frontière, éditions du Passant, Bordeaux.
- 2011. Citoyen sujet. PUF: Paris.